# Полювання з орлами

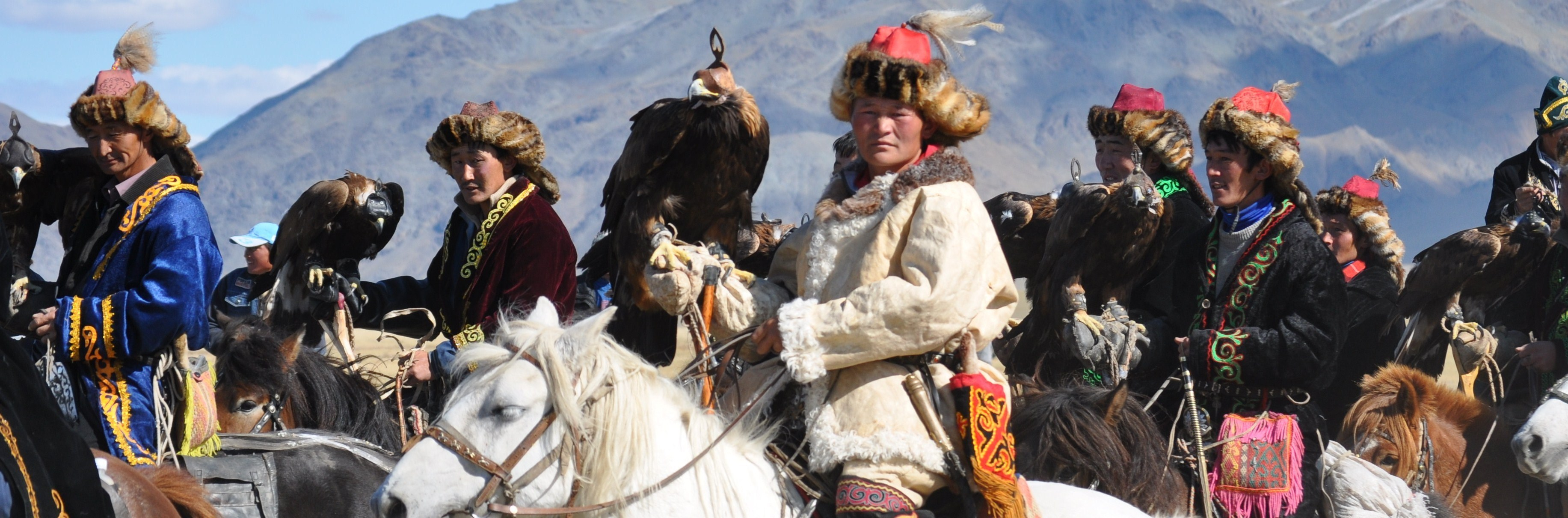
Казахські мисливці з орлами в Баян-Улгий (Монголія, 2011)

Полювання з орлами — традиційна форма соколиного полювання, яка зустрічається по всьому Євразійському степу і практикується казахами та киргизами, що проживають як у сучасному Казахстані і Киргизстані, так і діаспорами в Баян-Улгий (Монголія) і Сіньцзяні (Китай). Хоча ці тюркські народи найбільш відомі полюванням з беркутами, вони також використовують і інших птахів: яструбів великих, сапсанів, балобанів та багатьох інших. Незважаючи на те, що уряд Казахстану неодноразово робив спроби стимулювати осіб, які практикують ці казахські традиції, повернутися на історичну батьківщину — назад до Казахстану — більшість казахів-мисливців вважала за краще залишатися в Монголії.

## Термінологія
Як казахською, так і киргизькою мовою існують окремі терміни для тих, хто полює з хижими птахами взагалі, і для тих мисливців, хто використовує конкретно орлів. Говорячи конкретніше, казахською мовою, як термін «құсбегі», так і «саятши» відносяться до мисливців з соколами в цілому: при цьому «құсбегі» походить від слів құс («птах») і бек («лорд») і буквально перекладається як «володар птахів». У давньо-тюркській мові куш-бегі був також титулом, використовуваним для найшанованіших радників місцевих ханів — він відбивав високий придворний статус мисливця з соколами, наближеного до хана. Водночас, «саятши» походить від слова саят (саят, «соколине полювання») і суфікса -ши, який використовується для професійних звань тюркськими мовами. Казахське ж слово для сокольничих, які полюють з орлами — це «бүркітші», що походить від «бүркіт» («беркут»). Водночас словом, що позначає тих, хто використовує яструбів великих, є «қаршиғаши» — від «қаршиға» (власне «яструб великий»).
У киргизькій мові загальним терміном, що позначає тих, хто використовує в полюванні хижих птахів, є «münüshkör». А мисливець, який використовує саме орлів, позначається як «bürkütchü» — від «bürküt» (беркут, «золотий орел»).

## Історія

### Кидані (китаї)
У період з 936 по 945 рік н. е. кидані (або китаї) — представники кочового народу з Маньчжурії, які у давнину населяли територію сучасної Внутрішньої Монголії, Монголії та Маньчжурії, — завоювали частину північного Китаю. У 960 році Китай завойований династією Сун. Від самого початку свого правління правителі з династії Сун не могли повністю контролювати кидані, які вже увібрали більшу частину китайської культури. Протягом усього свого правління в Китаї, що тривав близько трьох сотень років, династія Сун мала платити (або обдаровувати) кидані, щоб не дати їм можливість зайняти додаткові території імперії Сун.
Незважаючи на те, що кидані, у цілому, асимілювали китайську культуру, вони все ж зберегли багато кочових традиції, властивих їхнім батькам, включаючи також полювання з орлами. Збереглися зображення і описи подібних полювань тих часів.

## Чжурчжені
Багато племен чжурчжені (Jurchen) полювали з хижим птахом «хай-дон-кін» (hai dong qing). Представники племен кидані часто намагалися захопити такого мисливського орла і насильно змусити його підкорятися своїм командам, але це зазвичай закінчувалося безуспішно («не на користь кидані»). Існують відомості, що чжурчжені навіть почали повстання чи то війну проти кидані. Причиною конфлікту були якраз птахи хай-дон-кін. Представникам чжурчжені вдалося повернути своїх птахів.

## Киргизи
У 1207 киргизькі кочівники здалися військам, очолюваним сином Чингісхана — Джучі. Під монгольським пануванням киргизи зберігали свою кочову культуру, а також і традицію орлиного полювання, яка тривала практично до XXI століття (до 1990-х років). Сучасні археологи простежують історію соколиного полювання у Середній Азії до першого (або навіть другого) тисячоліття до нашої ери.

## Казахи
За часів СРСР і комуністичного правління у регіоні багато казахів втекло до сусідньої Монголії. Вони облаштувалися переважно у провінції Баян-Улгий і принесли з собою свої традиції полювання з орлами. Дотепер існує приблизно кілька сотень мисливців з орлами у регіоні Баян-Улгий, що розташований в Алтайських горах у західній Монголії. Їх звичаї соколиного полювання включають полювання з беркутами на конях. Мисливці, перш за все, полюють на червоних лисиць і корсака. Вони також використовують орлів, щоб полювати на лисиць і зайців у холодні зимові місяці, коли значно легше помітити яскраво забарвлених лисиць на тлі білого снігу.
Кожен жовтень, на щорічному фестивалі «Золотий орел», демонструються мисливські звичаї казахів. Незважаючи на те, що уряд Казахстану неодноразово робив спроби «заманити» тих, хто практикує ці казахські традиції, на історичну батьківщину — назад до Казахстану, — більшість казахів все ж вирішила залишатися у Монголії.